# Дружківська вулиця (Київ)
Дружкі́вська ву́лиця — вулиця у Святошинському районі міста Києва, місцевість Ґалаґани. Пролягає від Берестейського проспекту до тупика. У минулому пролягала до Чистяківської вулиці (проїзд було забудовано). 

## Історія
Виникла у 50-х роках ХХ століття під назвою Нова. Сучасна назва — з 1957 року, на честь м. Дружківка. Має забудову лише на парній стороні, вздовж непарної розташована виїмка колій Північного залізничного кільця.

## Зображення

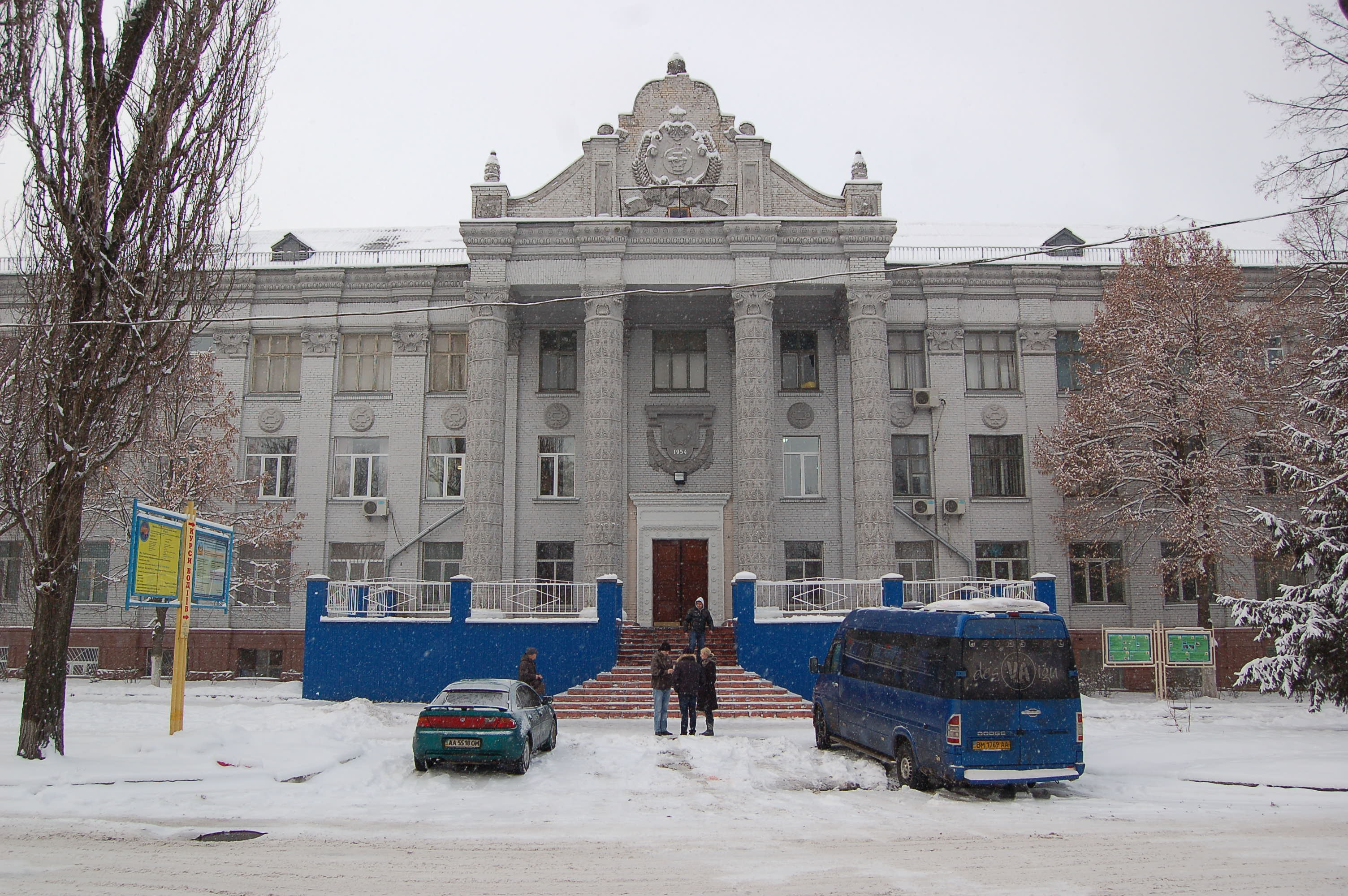
Коледж інформаційнних технологій та землеустрою Національного авіаційного університету(буд. № 6)
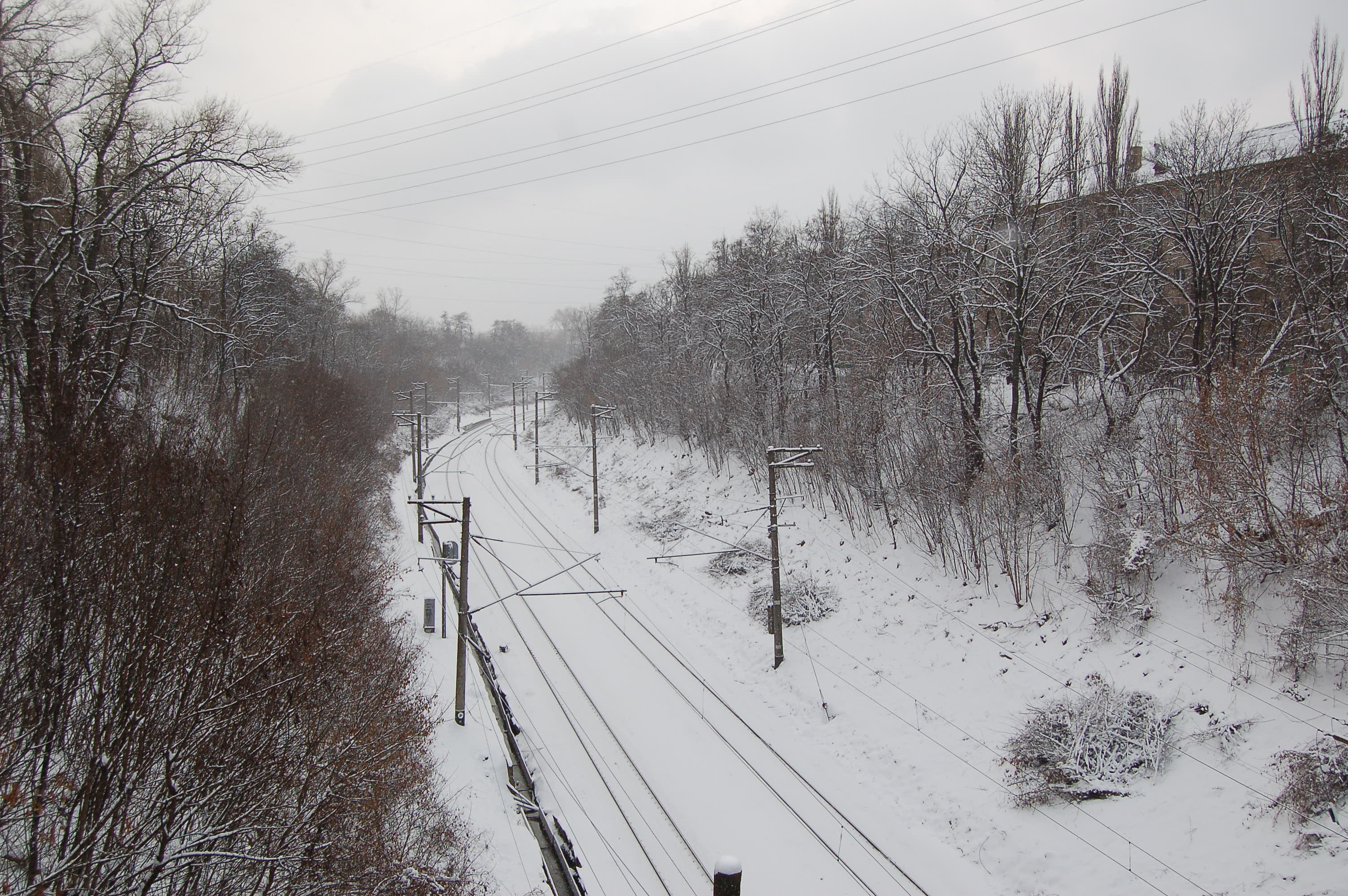
Залізничні колії уздовж Дружківської вулиці